# Håkon Sigurdsson
Denna artikel handlar om Ladejarlen som härskade över Norge i slutet av 900-talet. För den norske kungen Håkon Sigurdsson, som härskade på 1100-talet, se Håkon Herdebrei.
Håkon Sigurdsson Ladejarl (Hákon jarl inn ríki, Håkon jarl den rike, alternativt Hákon Illi, Håkon Ille), född omkring 935 och död 995, var en norsk jarl, som härskade över Norge omkring 970 – 995.

## Biografi
Håkon var son till Sigurd Ladejarl som 962 hade mördats av kung Harald Gråfäll och dennes bror Erling. Detta ledde till mångåriga strider mellan Håkon (som då var jarl i Tröndelag och Hålogaland) och kungen. Håkon tvingades flera gånger i landsflykt och allierade sig slutligen med den danske kungen Harald Blåtand, med vars hjälp han lyckades få Harald Gråfäll lönnmördad.
Håkon Jarl blev därigenom norsk lydkonung till Harald Blåtand. Detta trots att Håkon till skillnad från denne fortfarande höll fast vid asatron, som fick en renässans under Håkons styre.
År 974 stred Håkon, på Harald Blåtands sida, mot tyskarna i slaget vid Danevirke. Tyskarna vann slaget och Harald fick bland annat lova att kristna Norge. Håkon tvingades döpa sig, men avsade sig snart den kristna tron och bröt alla band med Danmark.
Harald Blåtand gick till attack, intog Viken och började döpa folk där. År 986 besegrade Håkon, enligt Heimskringla, Harald och jomsvikingarna i slaget vid Hjörungavåg.
I februari 995 tvingades Håkon istället fly undan en bondehär under ledning av Olav Tryggvason. Enligt sagan dräptes Håkon slutligen av trälen Tormod Kark, sedan han gömt sig under en grisho på gården Rimol i Melhus.
Håkon är en av huvudpersonerna i Korsvikaspillet, som framförs vartannat år, på hans hemgård Lade, utanför Trondheim.
Barn
1. Erik Håkonsson omkring 957 - omkring 1024
2. Sven Håkonsson död 1016
3. Aud Håkonsdotter